# Geneviève Laroque
Pour les articles homonymes, voir Laroque.
Geneviève Laroque, née le 15 avril 1930 à Paris et décédée le 19 septembre 2012 à Champcueil,, est une référence de la gérontologie en France.

## Biographie
Fille d'Odette-Emma Kahn (1906-1984), secrétaire juridique et déportée résistante, et d'André-Élie Laroque (1898-1963), juriste, mère de Jean-Louis, François et Isabelle Rey, elle est la cousine de Pierre Laroque, considéré comme l'un des pères du système français de Sécurité sociale mis en place en 1945.

### Carrière administrative
Geneviève Laroque commence sa carrière administrative en 1953. Secrétaire administrative au sein du Ministère des Armées (1953-1956), puis sous-chef de service administratif au Ministère des Transports-Aviation civile (1956-1963), elle intègre l’ENA en 1963 par la voie du concours interne, alors qu’elle est déjà mère de trois enfants. Issue de la promotion Stendhal, elle entre en 1965 au Ministère de l'Éducation nationale, en tant qu'administratrice civile, où elle occupe successivement les fonctions de chef de bureau de la Promotion sociale (1965-1968), de Secrétaire générale de la Faculté de droit et sciences économiques de l'Université de Nanterre (1968-1969) de Secrétaire générale au rectorat de l’Académie de Paris, puis chargée de mission auprès du directeur de « l’éducation permanente » (1969-1972).
De 1973 à 1982, sa carrière se poursuit au sein de l’Assistance Publique - Hôpitaux de Paris, dont elle devient Directrice déléguée pour les établissements de moyens et longs séjours. Là, elle participe au mouvement d’humanisation des hospices. 
De 1982 à 1996, elle s'investit dans les ministères sociaux. En tant qu'Inspectrice générale des affaires sociales, elle publie plusieurs rapports notables sur les soins palliatifs en 1985, sur les personnes âgées dépendantes en 1989 et sur le vieillissement des personnes handicapées en 1995. Elle est également très active dans la dénonciation du phénomène de sur-psychiatrisation des personnes âgées,.
Geneviève Laroque a dirigé le cabinet de Michel Gillibert, Secrétaire d’État chargé des handicapés et accidentés de la vie en 1988, puis le cabinet de Théo Braun, Ministre délégué chargé des personnes âgées en 1990. Elle est à l'origine de la révision des modes de calcul des forfaits de soins des établissements d'hébergement pour personnes âgées dépendantes (EHPAD), qui sont désormais établis en fonction du degré de dépendance, et non plus du statut de l’établissement d’accueil.

### Responsabilités associatives
En 1991, elle devient présidente de la Fondation Nationale de Gérontologie, et s'applique jusqu'à son décès à contribuer au développement de la recherche française dans ce domaine et à se battre en faveur d’une meilleure prise en charge des personnes en perte d’autonomie.
Geneviève Laroque s'est impliquée dans de très nombreuses instances hors du domaine de la gérontologie, et plus particulièrement dans les champs
- de la santé mentale et du handicap mental,
- de l'enfance et de la famille,

et plus généralement dans le champ social.

## Contribution au développement des soins palliatifs
Dans le cadre de ses responsabilités de haut fonctionnaire dans les ministères sociaux, Geneviève Laroque a apporté une contribution essentielle au développement des soins palliatifs en France. En 1985, elle se voit confier par Edmond Hervé, Secrétaire d'État à la Santé, la présidence d’un groupe de travail chargé de proposer des mesures en vue d’améliorer l’accompagnement des personnes en fin de vie. Son rapport est remis en février 1986 et est rendu public après les élections législatives de 1986 par la nouvelle ministre Michèle Barzach. Il comporte la proposition de plusieurs mesures qui seront mises en application par une circulaire du 26 août 1986 qui est considérée comme une étape décisive dans la construction du modèle français des soins palliatifs .

Le docteur Maurice Abiven est le premier médecin à saisir l’opportunité ouverte par la Circulaire Laroque en créant dès le mois de juin 1987 une première unité de soins palliatifs à Paris.

Geneviève Laroque fera de la question de l’aide aux mourants une préoccupation constante bien après la fin de sa carrière professionnelle, n’hésitant pas à publier ses prises de position en particulier à l’occasion de faits d’actualités ou de débats touchant à la problématique de l’euthanasie, dont elle a toujours considéré qu’elle ne devait pas être réglementée ,.

## Publications

### Ouvrages collectifs
- Collectif, Vieillesses Interdites, L'Harmattan, 2004, 216 p. (ISBN 978-2-7475-6386-4, lire en ligne), p. 87 et ss. -  Sexe, mensonge et vieillissement
- Collectif, Etudes sur la mort : Mourir âgé en institution, vol. 126, L'Esprit du temps, 2005 (ISBN 978-2-84795-032-8), p. 19 et ss. – Vivre et mourir très âgé en maison de retraite : un défi
- Collectif, Vivre avec Alzheimer, L'Harmattan, 2005 (ISBN 978-2-7475-8345-9), p. 152 et ss. – Chapitre VII : L’histoire de Robert
- Collectif, Gérontologie Sociale : Héritages et Réflexions Contemporaines, Paris, L'Harmattan, 2012, 303 p. (ISBN 978-2-296-96048-0), p. 115 et ss. – Grandir, c’est vieillir

### Préfaces
- Anne Métral, Vivre âgé jusqu'au bout : Le quotidien d'une institution, Chronique Sociale, 1999, 143 p. (ISBN 978-2-85008-359-4)
- Louis Ploton, La personne âgée : Son accompagnement médical et psychologique et la question de la démence, Chronique Sociale, 2003 (ISBN 978-2-85008-522-2)
- Renée Sebag-Lanoë, Propos sur le grand âge : Réfléchir une expérience, Rueil-Malmaison, Doin Editions, 2008, 116 p. (ISBN 978-2-7040-1265-7)
- Catherine Bergeret-Amselek, La Cause des aînés : pour vieillir autrement et mieux, Paris, Editions Desclée de Brouwer, 2010, 403 p. (ISBN 978-2-220-06240-2)
- Jacqueline Maslowski, Histoire(s) de vieillir debout : Apprendre à vieillir, Lyon, Chronique Sociale, 2011, 205 p. (ISBN 978-2-85008-897-1)
- Geneviève Arfeux-Vaucher et Louis Ploton, Les démences au croisement des non-savoirs : chemins de la complexité, Rennes, Presses de l'EHSP, 2012, 220 p. (ISBN 978-2-8109-0105-0)
- France Mourey et Paule Melon, Les bons gestes avec les personnes âgées : guide de premiers secours pour les aider au quotidien, Paris, Scrineo Editions, 2012, 250 p. (ISBN 978-2-919755-94-3)

## Distinctions et marques honorifiques
- Chevalière de l'ordre des Palmes académiques (1972)
- Officière de la Légion d'honneur (1995)
- La promotion 2013-2014 des Directeurs d'Établissements Sanitaires, Sociaux et Médico-sociaux (DESSMS) de l'EHESP (École des Hautes Études en Santé Publique) a été baptisée "Promotion Geneviève Laroque".
- L'EHPAD de Morangis, dans le département de l'Essonne, ouvert en 2013, créé par le SEGAH (Service public Essonnien du Grand Âge) porte le nom de "Maison Geneviève Laroque".